# Kregervanrija pseudodelftensis
Kregervanrija pseudodelftensis är en svampart som beskrevs av Kurtzman 2006. Kregervanrija pseudodelftensis ingår i släktet Kregervanrija och familjen Pichiaceae.   Inga underarter finns listade i Catalogue of Life.